# Homapoderus neisabellinus
Homapoderus neisabellinus es una especie de coleóptero de la familia Attelabidae.

## Distribución geográfica
Habita en Camerún y Congo.